# ناصر نوبری
ناصر حیرانی نوبری معروف به ناصر نوبری سفیر سابق ایران در اتحاد شوروی است. زمانی که او سفیر ایران بود، وقایع قرار داد سفید بین ایران و شوروی و نامه سید روح‌الله خمینی به میخائیل گورباچف رخ داد.
او مسئولیت‌هایی نظیر رئیس مرکز راهبردی وزارت امور خارجه، مشاور امور استراتژیک وزیر امور خارجه، سفیر ایران در اتحاد جماهیر شوروی ۱۳۶۵ تا ۱۳۶۹، مؤسس و اولین رئیس دفتر امور سخنگویی وزارت امور خارجه مدیرکل اطلاعات و مطبوعات و مدیرکل روابط عمومی و انتشارات وزارت امور خارجه را بر عهده داشته است. وی همچنین استاد دانشگاه در گرایش روابط بین‌الملل، سردبیر اطلاعات هفتگی و مشاور بین‌الملل وزارت بازرگانی بوده است.